# Zheng Junli

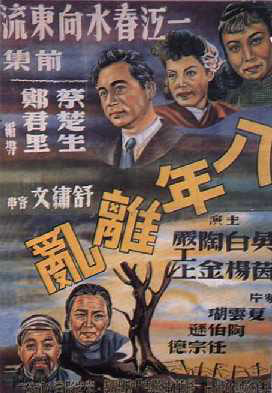
Cartell de la pel·lícula The Spring River Flows East

Zheng Junli (xinès simplificat: 郑君里) (Xangai, 1911 - 1969) fou un actor, guionista i director xinès de cinema.

## Biografia
Zheng Junli va néixer a Xangai el 6 de desembre 1911, amb el nom de Zheng Zhong.
El 1918, Zheng Junli va entrar a una escola privada. Més tard, va estudiar a l'escola Guangzhao Yi i a l'escola secundària Lingnan. A causa de les dificultats econòmiques familiars, va deixar els estudis al segon grau i el 1928 va ingressar a la "Nanguo Art Academy", convertint-se en el primer estudiant que es va inscriure al departament de teatre de la universitat. Des de llavors fins a mitjans dels anys quaranta, va participar en almenys 26 grups teatrals amb més 70 tipus de representacions dramàtiques i va entrar com actor la productora Lianhua, protagonitzant més de vint films.
El 1934 a la Xina es va posar en marxa el "Moviment per la nova vida" impulsat pel Guomindang de Chiang Kai-sek i la seva esposa Soong Mei-ling. Zheng va participar com actor en diverses pel·lícules representatives d'aquest moviment, com 國風 (National customs) de Luo Mingyou i Zhu Shilin o 天倫 (Song of China) de Fei Mu. Malgrat la posició a favor de la República, després de la Segona Guerra Mundial es va desencantar del règim i les seves primeres pel·lícules com director van ser crítiques amargues contra el sistema en el que havia cregut.
Amb la instauració de la República Popular, des de principis dels anys cinquanta fins al 1965, a Shanghai Film Studio va esdevenir com a director d'èxit i va rodar biopics de personatges venerats per la nova historiografia comunista, com 林則徐 (Lin Zexu) i 聶耳 (Ni Er), protagonitzades per Zhao Dan.
A part de la seva feina com actor i director Zheng ha deixat una important obra teòrica amb més d’un centenar d’obres acadèmiques, traduccions, assajos, notes, plans d’ensenyament, novel·les i assaigs. El 1937, va traduir el primer i el segon capítol de la teoria del Sistema Stanislavsky i la traducció i publicació de la teoria del sistema de Richard Boleslavsky.
Víctima de la Revolució Cultural, va ser perseguit i empresonat, titllat de "contrarevolucionari" i va morir a la presó el 23 d'abril 1969.

## Filmografia

### Com a actor
| Any  | Títol anglès                        | Títol xinès | Paper             |
| 1932 | Struggling                          | 奮鬥        | Xiao Zheng        |
| 1932 | Wild Rose                           | 野玫瑰      | Xiao Li           |
| 1932 | Pink Dream                          | 粉紅色的夢  | Primer amic de Li |
| 1933 | The Blood of Passion on the Volcano | 火山情血    | Song Ke           |
| 1934 | The Big Road (La Gran Carretera)    | 大路        | Zheng Jun         |
| 1935 | New nomen                           | 新女性      | Yu Haichou        |
| 1935 | Song of China                       | 天倫        | Sun Yutang adult  |
| 1935 | National customs                    | 國風        | Chen Zuo          |
| 1936 | Family Members                      | 孤城烈女    | Zhang Zhengke     |

### Com a director
| Any  | Títol anglès                      | Títol xinès    |
| 1947 | The Spring River Flows East       | 一江春水向東流 |
| 1949 | Crows and Sparrows                | 烏鴉與麻雀     |
| 1951 | The Married Couple                | 我們夫婦之間   |
| 1955 | Song Jingshi                      | 宋景詩         |
| 1958 | Lin Zexu                          | 林則徐         |
| 1959 | Ni Er                             | 聶耳           |
| 1959 | Lin Zexu                          | 林则徐         |
| 1961 | Spring Comes to the Withered Tree | 枯木逢春       |
| 1964 | Li Shanzi                         |                |